# Frea lundbladi
Espèce
Frea lundbladi est une espèce de coléoptères de la famille des Cerambycidae. Elle est décrite par Stephan von Breuning en 1935.